# واين فيدرمان
واين فيدرمان (بالإنجليزية: Wayne Federman)‏ مواليد 22 يونيو 1959 في لوس أنجلوس، هو ممثل وكاتب سيناريو أمريكي.

## الأعمال
- ساندي ويكسلر
- وثائقي الآن!
- فيلادلفيا دائما مشمسة
- كوميونتي
- المستشفى العام
- برنامج الليلة بطولة جيمي فالون
- الفتاة الجديدة
- زواج
- أشخاص ظرفاء
- اكبح حماسك
- إخوة غير أشقاء
- حبلت
- ملائكة تشارلي: خنق كامل
- الملفات الغامضة
- عائلة ثورنبيري
- لاري ساندريس شو

## وصلات خارجية
- واين فيدرمان على موقع IMDb (الإنجليزية)
- واين فيدرمان على موقع ألو سيني (الفرنسية)
- واين فيدرمان على موقع أول موفي (الإنجليزية)
- واين فيدرمان على موقع قاعدة بيانات الأفلام السويدية (السويدية)
- واين فيدرمان على موقع قاعدة بيانات الفيلم (الإنجليزية)
- واين فيدرمان على موقع كينوبويسك (الروسية)
- الموقع الرسمي